# Programmérbar unijunction-transistor
 For alternative betydninger, se Unijunction-transistor (flertydig). (Se også artikler, som begynder med Unijunction-transistor)
En programmérbar unijunction-transistor eller PUT, er en nær fætter til tyristoren. Ligesom med tyristoren består den af fire P-N-lag og har en anode og en katode forbundet til det første og sidste lag – og en gate (styreelektrode) forbundet til én af de indre lag.
PUTs kan ikke direkte ombyttes med konventionelle UJT, men udfører en lignende funktion. Med det rette kredsløbsdesign med to "programmerende" modstande for at indstille parameteren {\displaystyle \eta }, opfører de sig som konventionelle UJT. 2N6027 er et eksempel på en sådan enhed.